# Bombus franklini
El abejorro de Franklin o Bombus franklini es una especie de abejorro, un himenóptero apócrito de la familia Apidae. Es una especie nativa del oeste de Estados Unidos, en una zona muy limitada del sur de Oregón y norte de California. 

## Estado de conservación
La población de Bombus franklini ha declinado mucho en tiempos recientes. La especie está incluida en la IUCN Redlist como una especie en peligro crítico de extinción desde el año 2008.

## Taxonomía
Bombus franklini fue descrito originalmente por el entomólogo estadounidense Theodore Henry Frison y publicado en Entomological News 32: 144-148 en 1921.